# Burgstall Neuburg (Mallersdorf-Pfaffenberg)
Der Burgstall Neuburg bezeichnet eine abgegangene mittelalterliche Höhenburg südlich von Neuburg, einem Gemeindeteil des niederbayerischen Marktes Mallersdorf-Pfaffenberg im Landkreis Straubing-Bogen. Die Anlage wird als Bodendenkmal unter der Aktennummer D-2-7239-0101 als „Burgstall des Mittelalters“ geführt.

## Beschreibung
Der Burgstall Neuburg liegt auf einem die Umgebung um 35 m überragenden Geländesporn, der im Südosten vom Moosgraben und im Norden von dem Neuburger Graben begrenzt wird; beide wasserführenden Gräben entwässern in die Kleine Laber. Ehemals wurde er im Süden von einem bogenförmigen Graben von dem Sporn abgegrenzt. Davon sind noch ein Grabenansatz im östlichen Steilhang und der Verlauf eines nach Ost-Süd-Ost gerichteten Weges sowie eine Grabenmulde zu erkennen. Auf dem Sporn befindet sich ein steil geböschtes, annähernd quadratisches Plateau mit einem abriegelnden Grabenrest nach Nordost und Nordwest. Seine Oberfläche weist Ziegelschutt auf. Eine etwa 5 m hohe künstliche Lößaufschüttung an dem westlichen Zugang könnte als Innenrand des äußeren Grabens und als Rest eines eingeebneten Walls angesehen werden. Abgesehen von dem Spornbereich ist die Anlage weitgehend überbaut.